# HD102480
HD102480 — хімічно пекулярна зоря спектрального класу F2, що має видиму зоряну величину в смузі V приблизно  8,3.
Вона  розташована на відстані близько 782,1 світлових років від Сонця.

## Пекулярний хімічний склад
Зоряна атмосфера HD102480 має підвищений вміст 
Sr
.